# Marcus Mislin
Marcus Mislin (* 31. Mai 1951 in Basel) ist ein Schweizer Schauspieler und Theaterregisseur.

## Leben
Mislin wurde von 1970 bis 1973 am Bühnenstudio der Schauspiel-Akademie Zürich zum Schauspieler ausgebildet. Sein erstes fixes Engagement hatte er von 1973 bis 1975 am Landestheater in Linz („Jean“ in Strindbergs Fräulein Julie, „Pätus“ in Der Hofmeister, „Calisto“ in de Rojas Celestina). 
1975 ging er in die USA und machte eine Ausbildung zum Filmemacher am San Francisco Art Institute, dass er 1977 mit dem Bachelor of Arts und 1979 mit Master of Fine Arts abschloss. Zurück in Europa wurde er 1979 Schauspieler am Stadttheater St. Gallen, wo er bis 1988 verblieb. Danach war er von 1988 bis 1996 am Theater Basel engagiert. Von 1996 bis 1997 war er am Opernhaus Zürich und am Schauspielhaus Zürich beschäftigt.
Danach begann er als freier Schauspieler und Regisseur zu arbeiten, u. a. am Staatstheater Stuttgart und ab 1998 am Maxim Gorki Theater Berlin, wo er 1998 Effie Briest (nach Fontane) und 1999 Ibsens Die Wildente inszenierte. Am Deutschen Theater in Berlin entwickelte er 2003 aus einem Zauberberg-Kapitel (Thomas Mann) das Ein-Mann-Stück Fülle des Wohllauts, mit dem er auch anhaltende Gastspielerfolge verbuchen konnte. Mislin führt zumeist mit Deborah Epstein Regie. Seit 2006 ist er am Staatstheater Mainz engagiert. 2014 inszenierte er als Gastregisseur das Kinderstück Sindbad, der Seefahrer am Theater Augsburg.

## Inszenierungen
- 1998: Effie Briest
- 1999: Die Wildente
- 2003: Fülle des Wohllauts
- 2014: Sindbad, der Seefahrer

## Filmografie
- 1973: Die Fabrikanten
- 2007: Chicken Mexicaine
- 2017: Tatort: Zwei Leben
- 2022: Tatort: Schattenkinder
- 2022: Die Beschatter